# Falla alpina
La falla alpina es una falla geológica que recorre casi toda la longitud de la Isla Sur de Nueva Zelanda, con unos 600 km (372,8 mi) de largo, y que forma el límite entre la placa del Pacífico y la placa indoaustraliana. Los Alpes del Sur se han elevado sobre la falla durante los últimos 12 millones de años en una serie de terremotos. Sin embargo, la mayor parte del movimiento en la falla es de rumbo (de lado a lado), con las regiones de Tasman y de West Coast moviéndose hacia el norte y las regiones de Canterbury y de Otago moviéndose hacia el sur. Las tasas de deslizamiento promedio en la región central de la falla son de aproximadamente 38 mm al año, lo que es muy rápido según los estándares mundiales.
El último gran terremoto en la falla alpina ocurrió alrededor de 1717 con una magnitud de Mw 8.1± 0.1. La probabilidad de que ocurra otro terremoto mayor antes de 2068 se estimó en un 75 por ciento en 2021.

## Extensión geográfica y movimiento de las placas
El límite de la placa del Pacífico y la placa indoaustraliana forma la zona de falla de Macquarie en la fosa de Puysegur, frente a la esquina suroeste de la Isla Sur y desemboca en la costa como la falla alpina justo al norte de Milford Sound. 

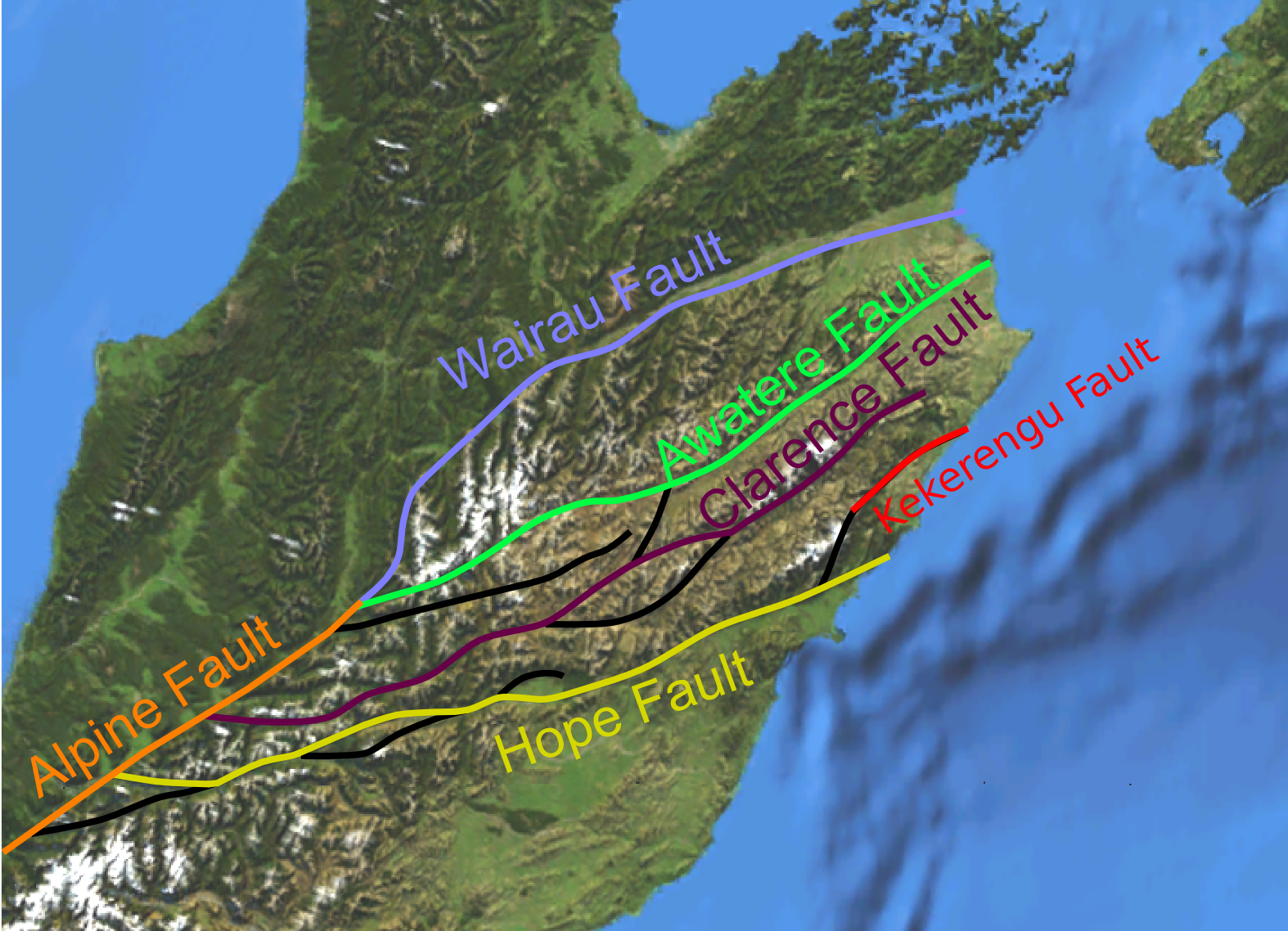
Mapa del extremo norte del sistema de fallas Alpinas y Marlborough.

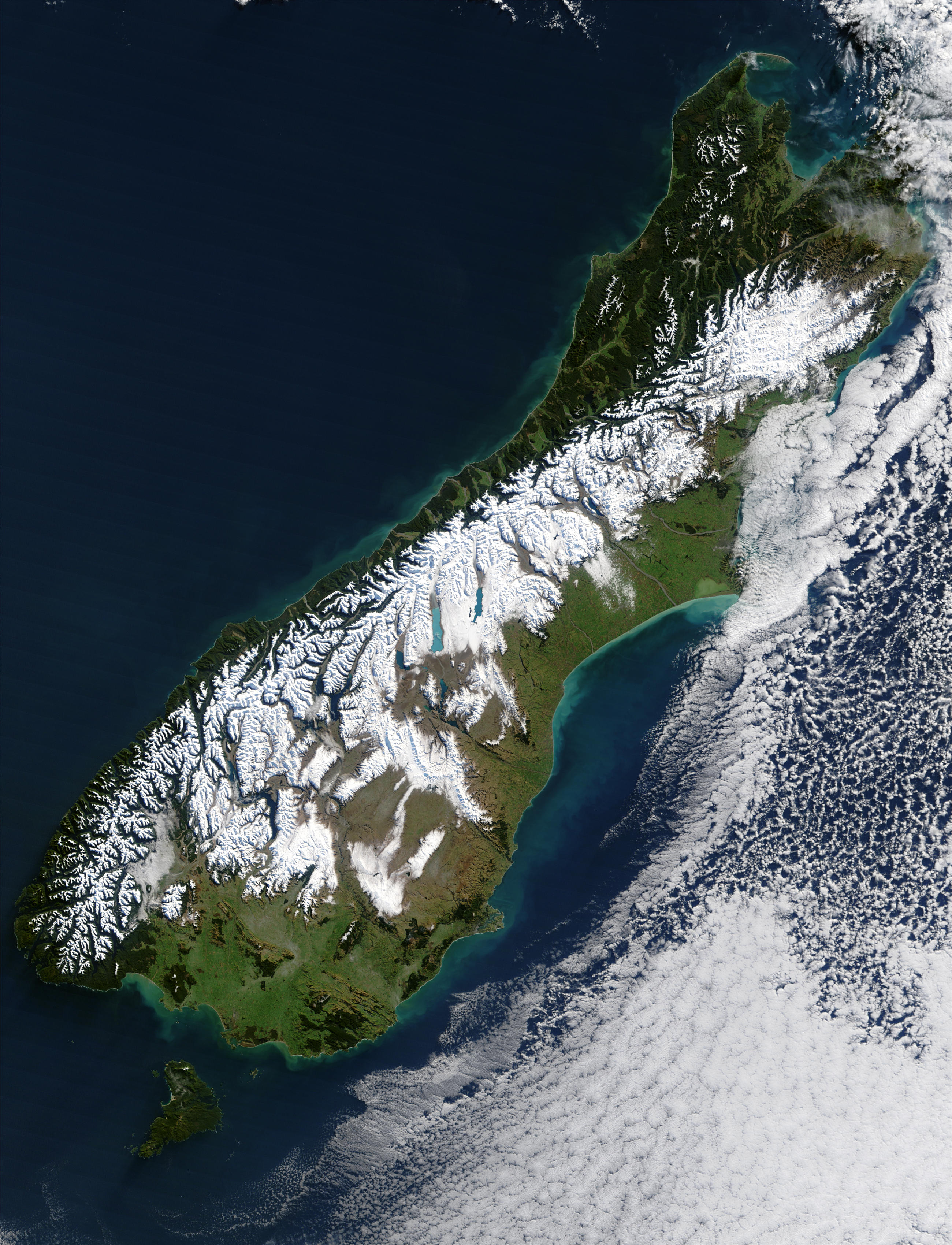
La nieve delimita el escarpe formado por la falla alpina a lo largo del borde noroeste de los Alpes del Sur.

La falla alpina se extiende a lo largo de la Isla Sur, justo al oeste de los Alpes del Sur, hasta cerca del Paso Lewis, en la sección central norte de la isla. En este punto, se divide en un conjunto de fallas más pequeñas conocidas como el sistema de fallas de Marlborough. Este conjunto de fallas, que incluye la falla Wairau, la falla Hope, la falla Awatere y la falla Clarence, transfiere desplazamiento entre la falla Alpina y la zona de subducción de Hikurangi al norte. Se cree que la falla Hope representa la continuación principal de la falla Alpina.

## Tectónica
La placa australiana, que se encuentra en proceso de separarse nuevamente de la placa indoaustraliana, se está subduciendo hacia el este al sur de la Isla Sur y la placa del Pacífico se está subduciendo hacia el oeste hasta el norte. En el medio, la falla alpina es un límite de transformación y tiene un movimiento de deslizamiento dextral (lateral derecho) y una elevación en el lado sureste. El levantamiento se debe a un elemento de convergencia entre las placas, lo que significa que la falla tiene un componente oblicuo inverso de alto ángulo significativo en su desplazamiento.
En la sección norte de la falla, la transición al sistema de fallas de Marlborough refleja un desplazamiento de transferencia entre el límite de placa principalmente transformante de la falla alpina y el límite principalmente destructivo más al norte desde la zona de subducción de Hikurangi hasta la fosa de Kermadec. Esto ha dado lugar a una compleja expansión de fallas, que está asociada a grandes terremotos adyacentes a la falla alpina, pero fuera de ella, como los terremotos de Murchison de 1929, de Inangahua de 1968 y el de Arthur's Pass de 1929.
La falla alpina tiene la mayor elevación de la placa del Pacífico cerca de Aoraki / Monte Cook en su sección central. Aquí el movimiento relativo entre las dos placas promedia 37–40 mm al año. Esto se distribuye como 36–39 mm de horizontal y 6–10 mm de movimiento ascendente en el plano de falla por año.
En el extremo sur de la falla no hay prácticamente ningún componente de elevación de la placa del Pacífico y otras fallas comparten la tensión como resultado de la colisión de las placas. Estos incluyen las fallas de Fiordland asociadas con el terremoto de 2003 y el terremoto de 2009, el sistema de fallas de Otago, en las fallas de Canterbury, como la zona de falla de Ostler, y aquellas asociadas con el terremoto de Christchurch de 2010 de 7,1 MW. El levantamiento en esta región del suroeste de la falla, que tiene una tasa de deslizamiento dextral de aproximadamente 28 mm al año, se encuentra en el lado de la placa australiana con una elevación vertical en una escala de metros cada 290 años impares.

## Origen geológico y evolución

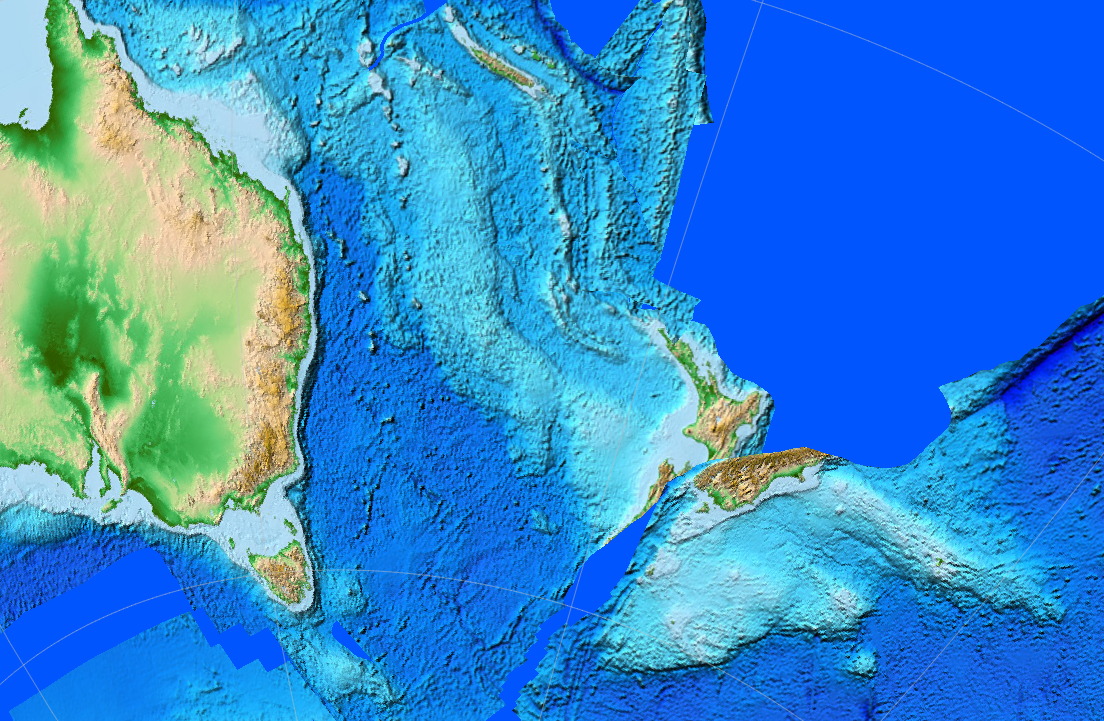
Nueva Zelanda antes de la activación de la falla alpina (30 Ma).

Entre hace 25 y 12 millones de años el movimiento en la falla protoalpina era exclusivamente de rumbo. Los Alpes del Sur aún no se habían formado y la mayor parte de Nueva Zelanda estaba cubierta de agua. Luego comenzó una elevación lenta a medida que el movimiento de la placa se volvió ligeramente oblicuo al rumbo de la falla alpina. En los últimos 12 millones de años, los Alpes del Sur se han elevado aproximadamente 20 km, sin embargo, a medida que esto ha ocurrido, más aguas lluvia han quedado atrapadas en las montañas, lo que ha provocado más erosión. Esto, junto con las restricciones isostáticas, ha mantenido los Alpes del Sur a menos de los 4 000 m de altura.
La elevación de la falla alpina ha provocado la exposición de rocas metamórficas profundas cerca de la falla, dentro de los Alpes del Sur. Esto incluye milonitas y esquisto, cuyo grado metamórfico aumenta hacia la falla. El material erosionado ha formado las llanuras de Canterbury. La falla alpina no es una estructura única, sino que a menudo se divide en componentes de deslizamiento de rumbo puro y de deslizamiento de buzamiento puro. Cerca de la superficie, la falla puede tener múltiples zonas de ruptura.

## Geología de la zona de falla

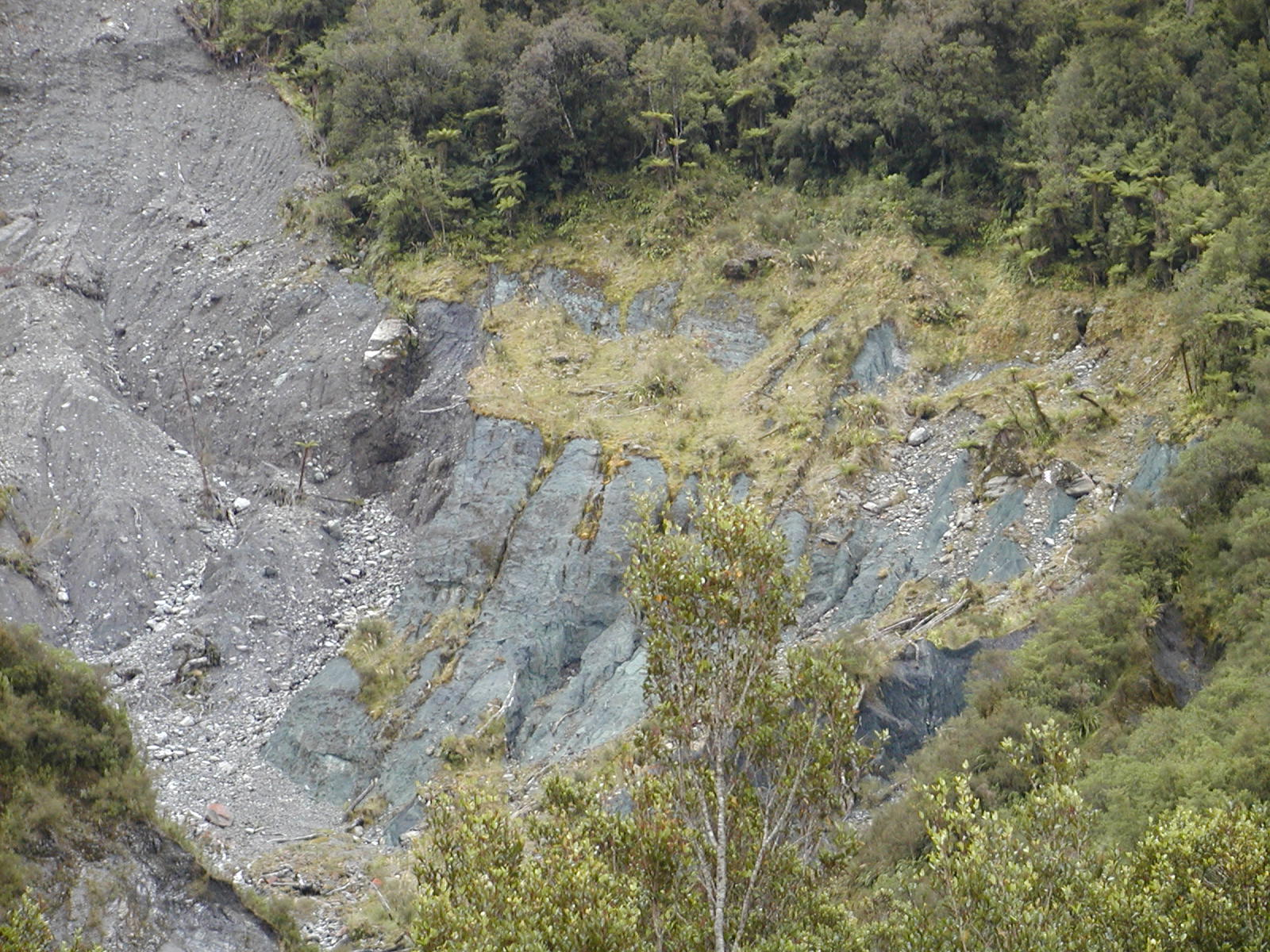
Afloramiento que muestra cataclasita alterada hidrotermalmente en verde, dentro de la zona de falla alpina, río Waikukupa.

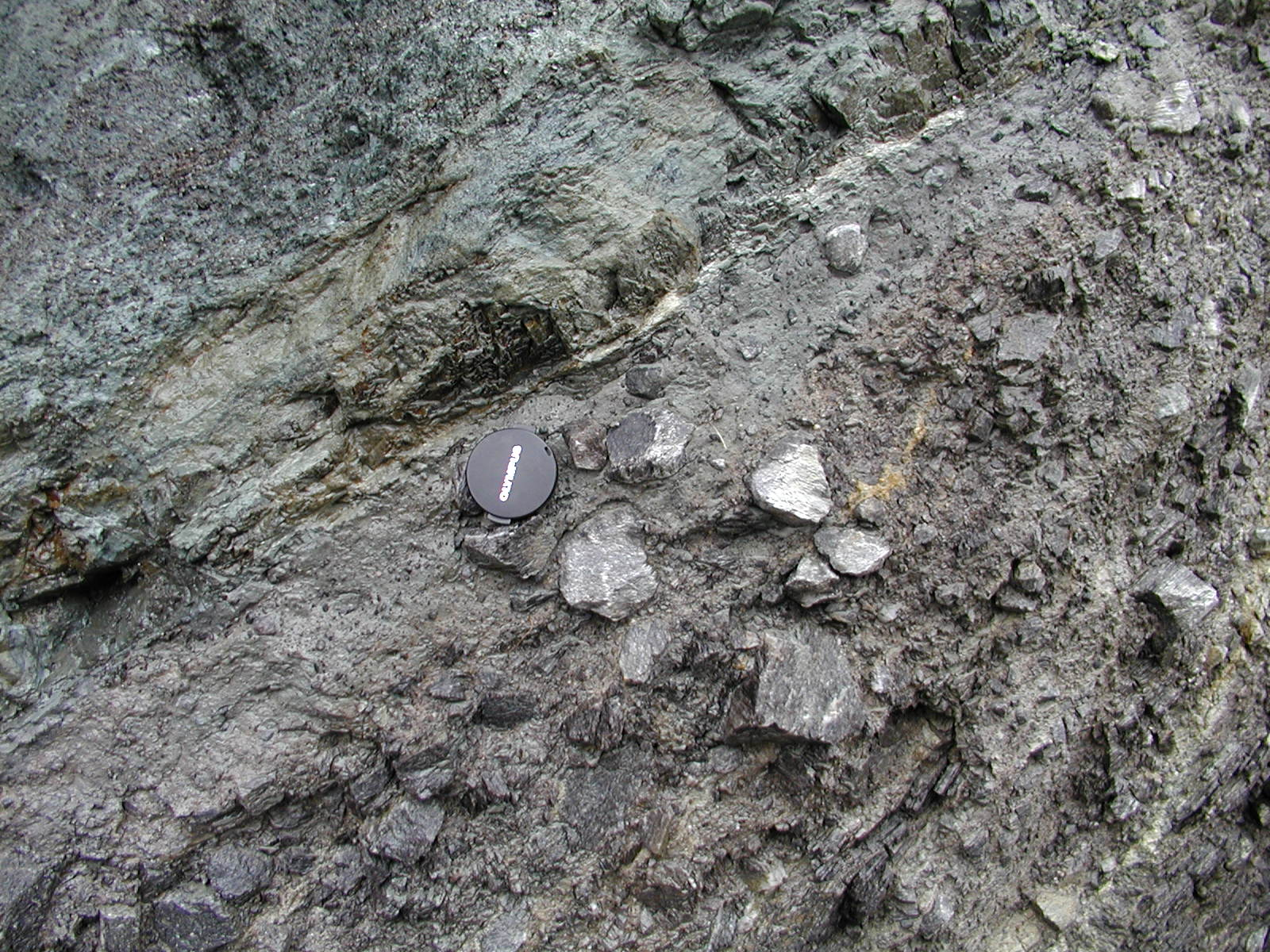
Afloramiento de la falla alpina que muestra cataclasita en bandas y brecha, río Waikukupa.

La zona de falla está expuesta en numerosos lugares a lo largo de la costa oeste, y generalmente consiste en una zona de falla de 10 a 50 m de ancho con alteración hidrotermal generalizada. Esto último se debe a que el agua penetra hasta 6 km a través de roca caliente asociada a la falla. El agua puede entonces surgir en fuentes termales con temperaturas superiores a los 50 °C (122 °F) en el valle de la falla, aunque la temperatura del agua en profundidad es mucho más extrema. La mayor parte del movimiento a lo largo de la falla ocurre en esta zona. En el afloramiento, la zona de falla está cubierta por milonitas que se formaron en profundidad y fueron elevadas por la falla.
Un estudio estructural  de un segmento de la falla alpina al suroeste de Fiordland examinó la cuenca Dagg, una cuenca sedimentaria marina a 3000 m (3280,8 yd) de profundidad. Los sedimentos de la cuenca provienen principalmente de la glaciación del Pleistoceno y las estructuras dentro de ellos revelan una complejidad pasada que ya no está presente en la cuenca. La estructura actual es una cuenca desprendida a lo largo de una curva de liberación en la falla alpina, con un segmento de cuenca invertida a lo largo del borde sur debido a la transpresión. El estudio analizó la naturaleza de corta duración de la curva de liberación (del orden de 105 a 106 años), durante la cual hubo entre 450 y 1650 m de desplazamiento dextral. La naturaleza del desplazamiento sirvió como ejemplo de los tipos de estructuras efímeras que pueden desarrollarse a lo largo de un sistema de fallas de rumbo maduro.

## Sismicidad
No ha habido grandes terremotos históricos en la Falla Alpina. Debido a esto, a mediados del siglo XX se especuló que la falla alpina se desplaza sin producir grandes terremotos. Sin embargo, ahora se infiere a partir de múltiples líneas de evidencia que la falla alpina se rompe, creando grandes terremotos aproximadamente cada pocos cientos de años. El último evento de ruptura de falla completa ocurrió en 1717 y ahora se sabe que fue un gran terremoto  M 8,1 ± 0.1. También hay evidencia razonable de un evento posterior a 1717 confinado a la sección North Westland de la falla, pero la fecha no está clara.  Existen dos modos de comportamiento de los grandes terremotos: terremotos mayores (7-8 MW) o grandes (MW > 8), y predecir el siguiente modo es un desafío, ya que estos parecen evolucionar a lo largo de múltiples ciclos sísmicos en respuesta a diferencias geométricas a lo largo del rumbo.

### Terremotos prehistóricos
Los maoríes llegaron a Nueva Zelanda alrededor de 1300, pero nunca alcanzaron una alta densidad de población en la más fría Isla Sur. Por lo tanto, aunque los terremotos son una parte importante de la tradición oral del pueblo maorí, no se han transmitido historias sobre terremotos de la Isla Sur. Durante los últimos mil años, se había determinado previamente que las principales rupturas a lo largo de la falla alpina, que causaron terremotos de magnitud 8 aproximadamente, ocurrieron al menos cuatro veces, con una separación de entre 100 y 350 años. El terremoto de 1717 aparentemente implicó una ruptura a lo largo de casi 400 km de los dos tercios sur de la falla. Los científicos afirman que un terremoto similar podría ocurrir en cualquier momento, ya que el intervalo desde 1717 es más largo que los intervalos entre los eventos anteriores. Investigaciones más recientes llevadas a cabo por la Universidad de Otago, la Organización Australiana de Ciencia y Tecnología Nuclear y otros han revisado las fechas y la naturaleza de los terremotos y han proporcionado una mayor comprensión de su número. Los estudios realizados en Haast hacia el centro de la falla sólo identificaron tres eventos de ruptura importantes en los últimos 1000 años. Los estudios en el extremo sur identificaron siete eventos en los últimos 2000 años y los 20 km más al sur de la falla ha tenido 27 eventos desde el año 6000 a. C. Esta información se ha actualizado con mejores técnicas de datación y se resume en la siguiente línea de tiempo para las distintas secciones de la falla.

Esta obra sugiere que grandes rupturas de fallas ocurrieron en 1717, alrededor de 1400, alrededor de 1100 y alrededor de 390 d. C.

### Efectos proyectados de una ruptura

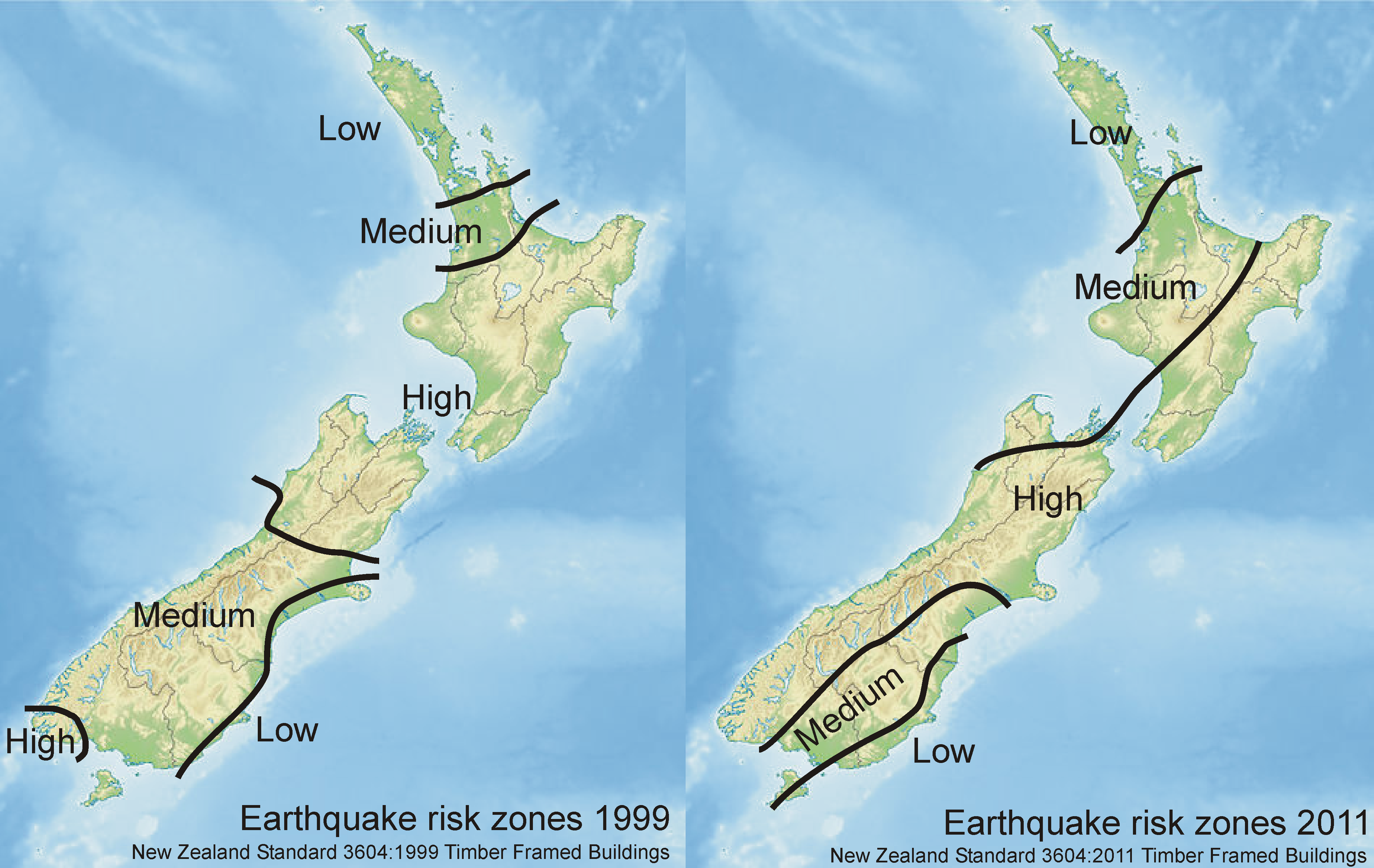
Zonas de riesgo sísmico de Nueva Zelanda. Hasta 2011, la ausencia de terremotos históricos en la Falla Alpina se interpretaba como un riesgo menor.

Las grandes rupturas también pueden provocar terremotos en las fallas que continúan hacia el norte desde la falla alpina. Hay evidencia de un paleotsunami de rupturas casi simultáneas de la falla Alpina y la falla Wellington (y/u otras fallas importantes) al norte que ocurrieron al menos dos veces en los últimos 1.000 años. Un estudio de 2018 dice que una ruptura significativa en la falla alpina podría provocar que las carreteras (particularmente en o hacia la costa oeste) se bloqueen durante meses, como sucedió con el terremoto de 2016, con problemas para abastecer a las ciudades y evacuar a los turistas.  Los consejos de distrito de West Coast y de Canterbury han encargado estudios y comenzado los preparativos para un gran terremoto previsto en la falla alpina.

## Investigaciones
En 1940, Harold Wellman descubrió que los Alpes del Sur estaban asociados con una falla de aproximadamente 650 km (400 millas) de longitud. La falla recibió el nombre oficial de Falla Alpina en 1942 como una extensión de una estructura previamente cartografiada. Al mismo tiempo, Harold Wellman propuso los 480 km de desplazamiento lateral en la falla alpina. Wellman dedujo este desplazamiento debido en parte a la similitud de las rocas en Southland y Nelson a ambos lados de la falla alpina. Los desplazamientos laterales de esta magnitud no podían explicarse mediante la geología anterior a la tectónica de placas y sus ideas no fueron ampliamente aceptadas hasta 1956. Wellman también propuso en 1964 que la Falla Alpina era una estructura cenozoica, lo que estaba en conflicto con la más antigua edad mesozoica aceptada en ese momento. Esta idea, combinada con el desplazamiento de la falla, propuso que la superficie de la Tierra se encontraba en un movimiento constante y relativamente rápido y ayudó a derrocar la antigua hipótesis geosinclinal en favor de la tectónica de placas.
En 1964 se construyó un muro de hormigón de 25 metros de largo sobre la falla para medir sus movimientos y descubrir si se mueve lentamente con el tiempo o de repente durante grandes terremotos. El muro no se ha movido desde su construcción, lo que indica que la energía acumulada se libera repentinamente durante los grandes terremotos.
Richard Norris y Alan Cooper, del Departamento de Geología de la Universidad de Otago, realizaron una extensa investigación sobre la estructura y la petrología de la falla alpina respectivamente a lo largo de finales del siglo XX y principios del XXI. Fue durante este tiempo que se descubrió y refinó la ciclicidad de los terremotos de la falla alpina y el significado del aumento del grado metamórfico hacia la falla. Originalmente se dedujo que este aumento regional en la pendiente se debía al calentamiento por fricción a lo largo de la falla y no al levantamiento de secuencias geológicas más profundas. Richard H. Sibson, de la misma universidad, también utilizó la falla alpina para refinar su nomenclatura de rocas de falla, que ganó aceptación internacional.
Los cables de fibra oscura de la empresa de telecomunicaciones Chorus que pasan a través de la falla alpina, desde el norte y el sur de Haast, se utilizan para detección acústica distribuida, que detecta el movimiento de los cables producido por los terremotos. Las mediciones se realizan utilizando 7 250 puntos espaciados a cuatro metros entre sí, que emiten y detectan pulsos de luz, generando alrededor de un gigabyte de datos por minuto.
En 2017, se informó que bajo Whataroa, un pequeño municipio en la falla alpina, se había descubierto una actividad hidrotermal extrema que podría ser comercialmente muy significativa. Uno de los investigadores principales dijo que es probable que sea única a nivel mundial.